# Liste des députés de la Polynésie française

Circonscriptions électorales pour Tahiti et Moorea.

Cet article présente la liste des députés de la Polynésie française siégeant à l'Assemblée nationale sous la Cinquième République. Le nombre actuel de circonscriptions électorales accordé à la Polynésie française est de trois.

## Liste des députés

### Irelégislature (1958-1962)
| Circonscription     | Député                           | Parti                                     | Parti | Autre mandat |
| ------------------- | -------------------------------- | ----------------------------------------- | ----- | ------------ |
| 1re circonscription | Pouvanaa Oopa (1958-1960)        | Rassemblement des populations tahitiennes |       |              |
| 1re circonscription | Marcel Pouvanaa Oopa (1960-1961) | Rassemblement des populations tahitiennes |       |              |
| 1re circonscription | John Teariki (1961-1962)         |                                           |       |              |

### IIelégislature (1962-1967)
| Circonscription     | Député       | Parti | Parti | Autre mandat |
| ------------------- | ------------ | ----- | ----- | ------------ |
| 1re circonscription | John Teariki |       |       |              |

### IIIelégislature (1967-1968)
| Circonscription     | Député          | Parti | Parti   | Autre mandat |
| ------------------- | --------------- | ----- | ------- | ------------ |
| 1re circonscription | Francis Sanford |       | E'a Api |              |

### IVelégislature (1968-1973)
| Circonscription     | Député          | Parti | Parti   | Autre mandat |
| ------------------- | --------------- | ----- | ------- | ------------ |
| 1re circonscription | Francis Sanford |       | E'a Api |              |

### Velégislature (1973-1978)
| Circonscription     | Député          | Parti | Parti   | Autre mandat |
| ------------------- | --------------- | ----- | ------- | ------------ |
| 1re circonscription | Francis Sanford |       | E'a Api |              |

### VIelégislature (1978-1981)
| Circonscription     | Député        | Parti | Parti               | Autre mandat |
| ------------------- | ------------- | ----- | ------------------- | ------------ |
| 1re circonscription | Jean Juventin |       | Here ai'a           |              |
| 2e circonscription  | Gaston Flosse |       | Tahoeraa huiraatira |              |

### VIIelégislature (1981-1986)
| Circonscription     | Député                           | Parti | Parti               | Autre mandat |
| ------------------- | -------------------------------- | ----- | ------------------- | ------------ |
| 1re circonscription | Jean Juventin                    |       | Here ai'a           |              |
| 2e circonscription  | Gaston Flosse (jusqu'en 1982)    |       | Tahoeraa huiraatira |              |
| 2e circonscription  | Tutaha Salmon (à partir de 1982) |       | Tahoeraa huiraatira |              |

### VIIIelégislature (1986-1988)
| Circonscription        | Député                                                                               | Parti | Parti               | Autre mandat |
| ---------------------- | ------------------------------------------------------------------------------------ | ----- | ------------------- | ------------ |
| Circonscription unique | Alexandre Léontieff                                                                  |       | Tahoeraa huiraatira |              |
| Circonscription unique | Gaston Flosse (16 mars - 1er avril 1986) Édouard Fritch (2 avril 1986 - 14 mai 1988) |       | Tahoeraa huiraatira |              |

### IXelégislature (1988-1993)
| Circonscription     | Député              | Parti | Parti      | Autre mandat                                                                                              |
| ------------------- | ------------------- | ----- | ---------- | --- |
| 1re circonscription | Alexandre Léontieff |       | Te Tiarama | Président du Gouvernement de la Polynésie française (1987-1991) Conseiller territorial (à partir de 1991) |
| 2e circonscription  | Émile Vernaudon     |       | Ai'a Api   | Maire de Mahina Président de l'Assemblée territoriale (1991-1992) Conseiller territorial                  |

### Xelégislature (1993-1997)
| Circonscription     | Député        | Parti | Parti         | Suppléant | Autre mandat                                                                         |
| ------------------- | ------------- | ----- | ------------- | --------- | ------------------------------------------------------------------------------------ |
| 1re circonscription | Jean Juventin |       | Pupu Here Aia |           | Président de l'Assemblée territoriale (1992-1995) Conseiller territorial (1977-1996) |
| 2e circonscription  | Gaston Flosse |       | RPR           |           | Maire de Pirae Président du Gouvernement de la Polynésie française                   |

### XIelégislature (1997-2002)
| Circonscription     | Député          | Parti | Parti    | Autre mandat     |
| ------------------- | --------------- | ----- | -------- | ---------------- |
| 1re circonscription | Michel Buillard |       | RPR      | Maire de Papeete |
| 2e circonscription  | Émile Vernaudon |       | Ai'a Api | Maire de Mahina  |

### XIIelégislature (2002-2007)
| Circonscription     | Député                        | Parti | Parti | Suppléant      | Autre mandat             |
| ------------------- | ----------------------------- | ----- | ----- | -------------- | ------------------------ |
| 1re circonscription | Michel Buillard               |       | UMP   | Lucette Taero  | Maire de Papeete         |
| 2e circonscription  | Béatrice Vernaudon-Coppenrath |       | UMP   | Édouard Fritch | Élue municipale de Pirae |

### XIIIelégislature (2007-2012)
| Circonscription     | Député          | Parti | Parti | Suppléant      | Autre mandat     |
| ------------------- | --------------- | ----- | ----- | -------------- | ---------------- |
| 1re circonscription | Michel Buillard |       | UMP   | Lana Tetuanui  | Maire de Papeete |
| 2e circonscription  | Bruno Sandras   |       | UMP   | Édouard Fritch | Maire de Papara  |

### XIVelégislature (2012-2017)
| Circonscription     | Député                         | Parti | Parti                                      | Suppléant         | Autre mandat                                                                            |
| ------------------- | ------------------------------ | ----- | ------------------------------------------ | ----------------- | --------------------------------------------------------------------------------------- |
| 1re circonscription | Édouard Fritch (jusqu'en 2014) |       | Tahoeraa huiraatira                        | Louise Peltzer    | Représentant territorial Président de l'Assemblée de la Polynésie française (2013-2014) |
| 1re circonscription | Maina Sage (à partir de 2014)  |       | Tahoeraa huiraatira puis Tapura huiraatira | Édouard Fritch    | Représentante territoriale                                                              |
| 2e circonscription  | Jonas Tahuaitu                 |       | Tahoeraa huiraatira                        | Marcel Tuihani Jr | Élu municipal de Teva I Uta                                                             |
| 3e circonscription  | Jean-Paul Tuaiva               |       | Tahoeraa huiraatira puis Tapura huiraatira | Thomas Moutame    | Conseiller municipal de Punaauia (à partir de 2014)                                     |

### XVelégislature (2017-2022)
| Circonscription     | Député            | Parti | Parti             | Suppléant                          | Autre mandat                                          |
| ------------------- | ----------------- | ----- | ----------------- | ---------------------------------- | ----------------------------------------------------- |
| 1re circonscription | Maina Sage        |       | Tapura huiraatira | Benoit Kautai                      | Représentante à l'Assemblée de la Polynésie française |
| 2e circonscription  | Nicole Sanquer    |       | Tapura huiraatira | Joachim Tevaatua                   | Représentante à l'Assemblée de la Polynésie française |
| 3e circonscription  | Moetai Brotherson |       | Tavini huiraatira | Isabelle Tauirai (épouse Tetauira) | Conseiller municipal de Faaa                          |

### XVIelégislature (2022-2024)
| Circonscription     | Député                                  | Parti | Parti             | Suppléant                      | Autre mandat/fonction              |
| ------------------- | --------------------------------------- | ----- | ----------------- | ------------------------------ | ---------------------------------- |
| 1re circonscription | Tematai Le Gayic                        |       | Tavini huiraatira | Odette Samin (épouse Homai)    |                                    |
| 2e circonscription  | Steve Chailloux                         |       | Tavini huiraatira | Alexandra Opuu (épouse Robson) | Conseiller municipal de Teva I Uta |
| 3e circonscription  | Moetai Brotherson (jusqu'en 2023)       |       | Tavini huiraatira | Mereana Reid Arbelot           | Conseiller municipal de Faaa       |
| 3e circonscription  | Mereana Reid Arbelot (à partir de 2023) |       | Tavini huiraatira |                                | Contrôleur aérien                  |

### XVIIelégislature(depuis 2024)
| Circ. | Député               | Parti | Parti               | Groupe | Suppléant       | Autre mandat/fonction                                   |
| ----- | -------------------- | ----- | ------------------- | ------ | --------------- | ------------------------------------------------------- |
| 1re   | Moerani Frébault     |       | Tapura huiraatira   | EPR    | Temarama Varney | Cadre de la fonction publique                           |
| 2e    | Nicole Sanquer       |       | A here ia Porinetia | LIOT   | Artigas Hatitio | Professeur du secondaire et technique                   |
| 3e    | Mereana Reid Arbelot |       | Tavini huiraatira   | GDR    | Vannina Crolas  | Ingénieur en chef du contrôle de la navigation aérienne |